# Ústřední lisabonská mešita
Ústřední lisabonská mešita (portugalsky Mesquita Central de Lisboa) je hlavní mešita portugalského muslimského společenství. Stojí na avenue José Malhoa, blízko Španělského náměstí. Výstavba začala v roce 1979 podle plánů architektů António Maria Braga a João Paulo Conceição, otevřena byla 29. března 1985. Má jeden minaret. Slouží lisabonským muslimům.